# Petrobiinae
Sous-famille
Les Petrobiinae sont une sous-famille d'insectes appartenant à l'ordre des Archaeognathes.

## Liste des genres
Selon ITIS (1 nov. 2011) :
- genre Leptomachilis Sturm, 1991
- genre Meximachilis Wygodzinsky, 1945
- genre Neomachilis Silvestri, 1911
- genre Pedetontoides Mendes, 1981
- genre Pedetontus Silvestri, 1911
- genre Petridiobius Paclt, 1970
- genre Petrobius Leach, 1809

## Genres européens
Selon Fauna Europaea (23 janvier 2022) :
- genre Parapetrobius
- genre Petrobius